# Однодворцы
Однодво́рцы — сословная группа в Российской империи, юридически существовавшая в начале XVIII — середине XIX вв. Являлись главным образом потомками служилых людей XVII века (детей боярских, стрельцов, казаков, дворян и других). Однодворцы были лично свободными (не были закрепощены), имели во владении землю, на которой жили, а также имели право на владение крепостными крестьянами в своих усадьбах.
Географически однодворцы были наиболее распространены на территории русского Черноземья, нередко встречаются в Поволжье, но гораздо реже в северных, западных и центральных губерниях. Немало однодворцев проживало на некоторых территориях части Российской империи, в том числе современная Белгородская область, Харьковская область, частично Днепропетровская и Полтавская). Около начала XIX века переселялись на Кавказскую линию, где часть их была причислена в казачество. После присоединения к Российской империи части территорий Речи Посполитой (современные территории Белоруссии, Украины и Литвы) местные шляхтичи, не сумевшие документально подтвердить собственное дворянство, были записаны в однодворцы.
Юридически однодворцы как сословная группа окончательно упразднены мнением Государственного Совета, утвержденным Александром II в 1868 году, однако вплоть до начала XX века их потомки сохраняли свои традиции, в том числе придерживаясь в браках несмешания с другими сословиями.

## История
Однодворцы являются потомками служилых людей, нёсших дозорную и сторожевую службу на западных и южных границах в XVI—XVII веках, которые в дальнейшем не приобрели права российского дворянства. Класс однодворцев сформировался из русских детей боярских окраинных городов (особый разряд детей боярских), стрельцов, солдат, рейтаров, драгун, копейщиков, пушкарей, засечных сторожей и обедневших дворян, городовых, рязанских, запорожских и донских казаков, Касимовского и Кадомского служилого люда, а также части татарской аристократии и шляхты.
Однодворцы не имели большинства дворянских прав и привилегий, платили налоги и несли повинности (в том числе рекрутскую), однако могли владеть землёй и крестьянами. Однодворцы были освобождены от телесных наказаний. Как и дворяне, все однодворцы уже в XVII веке имели фамилии, и в XVIII веке в документах упоминались только с ними. Подавляющее большинство однодворцев выбирали в жёны представительниц своего сословия, сословная принадлежность жён однодворцев тщательно фиксировалась в ревизских сказках конца XVIII века.
Сословие однодворцев было представлено преимущественно на бывших приграничных землях (между Тульской и Белгородской оборонительными линиями) в южных губерниях Российской Империи — Воронежской, Курской, Орловской, Брянской, Тульской, Тамбовской, Пензенской и Рязанской.
Понятие «однодворец» прочно вошло в официальные документы уже к середине XVII века и первоначально обозначало служилых людей, пожалованных за свою службу поместьями и правом владеть крестьянами, но крестьян не имевших, потому всё их поместье состояло из одного двора (отсюда название). Из-за отсутствия крестьян земли их часто пребывали в запустении или обрабатывались не в полной мере, так как хозяева земли были заняты на несении государственной службы. Тем не менее, в течение XVII столетия однодворческое население приграничных территорий постепенно росло, что способствовало хозяйственному освоению этих территорий.
Формирование сословия однодворцев началось в ходе реформ Петра I. При подготовке к войне со Швецией началось «формирование дворян "петровского формата"». Те из служилых людей, кто не был годен по каким-либо причинам к полковой службе, причислялись к однодворцам, при этом не приобретая дворянских прав. К 1719 году однодворцы вместе с иными служилыми людьми нижних разрядов были объединены в единое сообщество, которое обязывалось платить налоги, нести службу в ландмилиции и иные государственные повинности. Тем самым правительство пыталось решить финансовые проблемы. Формирование сословия однодворцев растянулось на пятнадцать лет (1710—1724). Происхождение не играло никакой роли — представители одного и того же рода, чьи предки когда-то служили, в результате петровской реформы оказались в разных сословиях.
В однодворцы также были переведены грунтовые казаки присоединённых к России в XVII веке земель бывшего Смоленского княжества.
В конце XVIII века, после присоединения Правобережной Украины, Белоруссии и Литвы к Российской империи, местные шляхтичи, не сумевшие документально подтвердить своего дворянского происхождения, были записаны в однодворцы, однако, за ними было сохранено право в дальнейшем «доискиваться» дворянства и некоторые другие привилегии (например, освобождение от рекрутской повинности).
Для решения проблемы малоземелья и бедности правительство регулярно организовывало кампании по переселению однодворческих семейств во вновь осваиваемые губернии Поволжья и Сибири.
После присоединения Бессарабии к Российской империи Законом о правах состояния жителей Бессарабской области от 10 марта 1847 года к сословию однодворцев были также причислены мазылы и рупташи.
С начала XIX века с общим изменением отношения правительства к дворянскому сословию меняется и положение однодворцев, которые начинают рассматриваться всё в большей степени не как «бывшие дворяне», а как государственные крестьяне. Окончательно они были переведены в это сословие в 1866 году, однако в местах традиционного проживания ещё долго сохраняли сословное самосознание. Даже после ликвидации сословия их потомков продолжали именовать однодворцами, подразумевая их особый, исторически сложившийся этнотип русского народа.

## Сословные особенности
Как сословная категория, однодворцы сформировались уже к началу XVIII века. До правления Петра I они платили подворовый налог (1679—1681 годы), а уже Пётр I ввёл подушную подать и четырёхгривенный оброк с теми же нормами, что и для государственных крестьян. Пограничную службу однодворцы были обязаны нести в течение 15 лет. Таким образом, служили они как дворяне, а налоги платили как крестьяне (дворяне не платили налоги). Подобно дворянам, однодворцы могли владеть землёй (крестьянам, за исключением отдельных северорусских местностей и Смоленска, это не разрешалось). За службу правительство выделяло однодворцам небольшие земельные участки в несколько десятков га и одну семью (двор) крепостных крестьян для его обработки. Отсюда и название — помещики, которое позднее осталось только за дворянами-вотчинниками. Землёй однодворцы владели по праву четвертного владения и традиционно могли продавать друг другу. До 1840 года однодворцы обладали правом владеть крепостными людьми, но фактически этим правом пользовались лишь единицы (в 1830-е годы насчитывалось более миллиона однодворцев, а крестьян у них — 11 тысяч); с крестьянами однодворцы, как правило, жили одним двором.
Фактически однодворческая группа занимала промежуточное положение между помещиками и крестьянами, но не слилась ни с теми, ни с другими.
Сословной замкнутости однодворцев также способствовало юридическое оформление их землепользования, которое приравнивалось к четвертному землевладению. Земля передавалась в пожизненное пользование главе семьи-двора — «большаку», который имел право передавать участок по наследству старшему сыну.
Четвертные земли жаловались служилым людям на семейно-наследственном праве. Владельцы четвертной земли, у которых все дети служили, могли остаться в дворянах, однако владельцев, которые не хотели идти в службу, записывали в разряд однодворцев, при этом многие из них имели так называемые «родословные деревья» (генеалогические таблицы). Так, из XIV тома «Юридического Вестника» за 1883 год, известно:
...въ Старковскомъ обществѣ  крестьяне  Старковы разсказывають, что у дѣда ихъ было 7 человѣкъ крѣпостныхъ  крестьянъ, съ которыми онъ вмѣстѣ работалъ...
...рядомъ находятся землевладѣльцы изъ дворянъ, происшедшіе отъ одного рода съ крестьянами, но выделившиеся... Шаховцевы. Эта родственная связь не отрицается и самими крупными землевладѣльцами, несомнѣнно, столбовыми дворянами; подтверждается и тождествомъ фамилій...
Писатель второй половины XVIII века В. Т. Нарежный в романе «Российский Жилблаз, или Похождения князя Гаврилы Симоновича Чистякова» изображает быт однодворцев, который мало в чём изменился по сравнению с петровскими временами. Вспоминая свою молодость, герой говорит:
Из таковых князей был почтенный родитель мой, князь Симон Гаврилович Чистяков. При кончине своей он сказал мне: „Оставляю тебя, любезный сын, не совсем бессчастным: у тебя довольно поля есть, небольшой сенокос, огород, садик и, сверх того, крестьяне — Иван и мать его Марья. Будь трудолюбив, работай, не стыдясь пустого титула, и Бог умножит твоё имущество“.
Далее, описывая роман с хорошенькой дочкой соседа, княжной Феклушей, герой повествует:
Однажды, встретив её, согбенную под коромыслом, сказал я с сожалением: „Ах, княжна! тебе, конечно, тяжело?“ — „Что ж делать“, — отвечала она, закрасневшись. Я взял вёдры и донёс до дому. „Спасибо, князь“, — сказала она. Я потрепал её по плечу, она пожала мою руку, мы посмотрели друг на друга, и она сказала: „Завтра рано на заре буду я полоть капусту“, — и остановилась. „Я пособлю тебе“, — вскричал я, обнял её и поцеловал.
Николай Алексеевич Тучков (больше известный как Тучков 1-й) в «Вестнике Европы» писал следующее об одоевских однодворцах:
…Однодворцы живут несравненно чище, богаче — они имеют своих крестьян и поступают с ними варварски. Правда они не бьют их, но заставляют работать очень много, что хуже всего делят их безчеловечно — одному достаётся дед, другому сын, третьему внук. Продают и покупают их поодиночке…
далее:
..но господские крестьяне думают, что служить однодворцу лучше, ибо видят, что однодворец вместе с ними обедает и совершенно им равен …
Далее Тучков приводит слова однодворческого крестьянина:
..вот барин — говорил мне один крестьянин — отец мой всю свою жизнь работал однодворцу — пока сил были его кормили . состарился согнали, двух братев моих продали, а имение наше всё забрали…
В. И. Семёновский писал в «Русской старине» (том 25, 1879 год) :
..с польскою шляхтою однодворцы имели ещё и другое сходство — они заявляли претензии больше, чем имели основания по своему положению. В своих наказах они постоянно хлопочут о том, что бы их не смешивали с крестьянами, исключили бы из подушного оклада и называли бы детьми боярскими, а не то и прямо ходатайствуют о причислении к дворянам…
Далее в этой же статье Семёновский пишет, что
..претензий этих они не оставили и позднее, так, что в восмедесятых годах в Курской губернии местные власти были завалены просьбами однодворцев об исключении их из подушного оклада и причислении к дворянам…
И. А. Благовещенский в «Вестнике Европы» (выпуск 10 стр 681 — за 1900 год) пишет следующее:
…являясь прямыми потомками служилого, поместного сословия, нынешние однодворцы не могли не унаследовать от своих предков той доли изолированности, которая была некогда создана личным испомещением служилого человека…
О сложном и неуживчивом характере однодворцев писали многие. Например в «Сборнике Русского исторического общества» за 1869 год опубликована коллективное прошение тульских дворян:
..в Тульской провинции живущие и положенные в 40 алтынный оклад однодворцы, по имеющимся утеснению земель, кои их предками распроданы дворянам, впадают в преступления великие, а особливо в воровство, а паче в кормчемство. Не повелено ли будет их вывести в Воронежскую губернию где весьма ещё много пустых и не заселённых мест…

### Прозвища однодворцев
В XIX веке отдельные группы однодворцев получили прозвища:
- «галманы» (иронич. — бранные, бестолковые) — однодворцы Воронежской, Тульской и Тамбовской губерний;
- «ионки» — часть однодворцев Нижнедевицкого уезда Воронежской губернии (от ион — он), более образованные, чем другие, утратившие архаизмы в говоре, носившие городской костюм;
- «коннозаводские крестьяне», в состав которых были причислены для работы на конных заводах однодворцы Скопинского и других уездов Рязанской губернии.
- «щекуны» (грубого нрава, говорившие «що» вместо «что»), жившие в Нижнедевицком уезде Воронежской губернии.
- «новосильские казаки» — жили в южной, юго-восточной и восточной частях Новосильского уезда Тульской губернии.
- «талагаи» (бездельники, невежи) — населяли ряд сёл Нижнедевицкого и Коротоякского уездов Воронежской губернии.
- «панки» — однодворцы переселённые в начале XIX века по Указу Николая I из Сапожковского уезда Рязанской губернии в Бузулукский уезд Оренбургской губернии. Были расселены в Малой Малышевке, Кобельме (сейчас Калиновка), Большой Раковке и Елшанке. Там они поставили свои уединённые хутора — как предки их на Рязанщине. Особенно плотно селились они за Раковкой, по излучине Сока. Там возникли поселения: Потаповские, Тростянские и Лопатинские Хутора, посёлок Полубояриновский. С местным населением у переселенцев сложились своеобразные отношения. Однодворцы-переселенцы получили презрительное прозвище «панки» (мелкие паны). Так как родниться с помещиками и тем более с простыми крестьянами им было не с руки, то образовались близкородственные кланы. Возникла совершенно особенная общность; в основном офицерского сословия. Панки жили охотой, плотническим делом.

Имелись и общие прозвища-клички для однодворцев: «алая кровь», «индюки» (гордые). Различия между группами однодворцев были столь велики, что они не вступали между собой в родственные связи.

## Общественная организация однодворцев
Во главе однодворческого поселения («слободы») стоял управитель, назначаемый военной администрацией (в начале — местным воеводой, затем — Военной коллегией). Его сначала по традиции именовали атаманом. Это вполне логично, так как большинство служилых слободы ещё значились городовыми казаками, а у казаков, поступивших на службу станицами, сохранялись выборные атаманы. Однако в первых Ревизских сказках и в более поздних документах уже фигурирует должность управителя. По сути, управитель был администратором, которому доверялось исполнение указов, приходящих сверху. Он же, управитель, обеспечивал сбор необходимых налогов и податей, отвечал за верность списков жителей поселения, решал вопросы внутреннего устройства и отстаивал интересы однодворцев в уезде и в провинции.
Однодворческий управитель должен быть создавать из однодворцев вооружённые конвои для сопровождения колодников и «соляной казны» и военные команды для борьбы с «…ворами и разбойниками». Помощниками управителя были избираемые населением «слободы» наиболее авторитетные однодворцы, т. н. «лутчие».
Чтобы пресечь массовое «бегание» однодворцев от службы в ландмилиции, 15 июля 1747 года вышел Указ Сената № 9421 «О непереходе однодворцам со своих однодворческих земель, без указа, на другие земли», в соответствии с которым, однодворцы, без разрешения однодворческих управлений, не имели права не только переезжать на другое место жительства, но и отлучаться на длительное время, например на заработки. Указ фактически лишил однодворцев личной свободы.
Кроме управителей-атаманов и «лучших», в однодворческой среде в XVIII веке существовали ещё же «сотские» и «десятники». Это были выборные старосты (по сути местная полиция). «Сотский» выбирался от 100 до 200 дворов, у «сотского» было в подчинение пять «десятских» (выборных старост от 10 до 30 дворов). Сотские выборные подчинялись Земским судам, становым приставам и исправникам и наблюдали за соблюдением порядка, благочиния и общественного спокойствия в местной округе. Они были обязаны были докладывать начальству о драках, убийствах, самовольной порубке леса и вести учёт населения в своих округах. В фондах РГАДА сохранилось много документов тех времён — например «сотенный» Иван Кононов — однодворец села Егорьевского — Любовши Ливенского уезда в 1753 году докладывал о побеге из «ЕГО СОТНИ» однодворческого сына Ивана Филиппова «без его ведома» и «неизвестно куда». Другой документ — по убийству в 1787 году крестьян статского советника Ивана Шетилова однодворцами деревни Кочергиной Ефремовского уезда Старухиными и Маренковыми (в деле — Маринковыми). По этому делу было арестовано десять однодворцев, в их числе и выборный десятник этой деревни Николай Старухин, который скрыл о преступлении.
Закон о правах состояния жителей Бессарабской области от 10 марта 1847 года гласил:
Бояринашей переименовать в личные дворяне, а мазылов, равно как и рупташей в однодворцы… В каждом округе, заключающем в себе от 100 до 150 семейств, мазылы избирают из среди себя по баллам на три года капитана мазылов (старейшину), коего обязанности заключаются в наблюдении за тишиной и порядком в селениях, а также за исправным платежом податей и повинностей. Капитан мазылов утверждается в сём звании местным областным начальством, без участия в том предводителя дворянства и отправляет службу сию безвозмездно… По состоянию своему принадлежа к числу свободных сельских обывателей, мазылы образуют в составе волостей отдельные сельские общества, где по количеству семейств может быть учреждено из среды их сельское управление… Доказательством принадлежности к привилегированному сословию бояринашей, мазылов, рупташей Рупта-де-Вистерия и Рупта-де-Камара признаются документы, выданные за подписью бывших господарей Молдавии или за их печатью из Вистерии или из Дивана, а равно и выданные из бывшего Бессарабского временного комитета. При недостатке письменных документов требуется присяжное показание 12 благонадёжных свидетелей…

В 1751 году Правительствующий Сенат на основе донесений из Белгородской и Воронежской епархий обращается к Святейшему синоду с требованием составить указы о запрете священникам женить малолетних, не достигших дееспособного возраста, и предусмотреть надлежащие наказания за нарушения: 
Понеже между однодворцами непотребный обычай в великом употреблении, что они малолетних своих сыновей, лет осьми, и десяти, и двенадцати женят и берут за них девок лет по двадцати и более, с которыми свёкры их много впадают в кровосмешение, чрез что как закону великая противность, так и однодворческим домам разорение происходит.
Земли однодворцев составляли две группы. В одной из них были поместные участки их предков, участки, данные казной для ликвидации малоземелья, захваченные однодворцами в дикой степи и купленные волостью или селением. Межевая инструкция 1766 года запрещала их продажу, в XIX веке они считались казёнными, если даже их владелец-однодворец становился дворянином. Во второй группе — земли, лично купленные и лично жалованные в вотчину. Принцип распределения общих земель был не подушным, а подворным. По традиции их можно было продать лишь однодворцу. Однако, несмотря на это, землевладение однодворцев в XVII—XIX вв. подвергалось сильнейшему сокращению под натиском помещиков.
При Павле I, в 1798 году, вышел указ, предписывающий:
…земли однодворцев, принадлежащие предкам по дачам или купленные сверх положенной нормы в 15 десятин, не трогать, в казну не отбирать, а ещё удовлетворять прирезкой из казённых угодий до 15 десятин на душу
До 1840 года однодворцы (кроме живших в северных областях и Смоленской губернии) имели право владеть крепостными, но число однодворческих крепостных было ничтожно мало (в 1833—1835 годах — 11,5 тысяч однодворческих крестьян у более чем миллиона однодворцев). Однодворцы селились, как правило, с ними одним двором и относились к своим крепостным, скорее, как к наёмным работникам. Крестьяне однодворцев несли перед государством те же повинности, что и их владельцы.
У однодворцев была применима «круговая порука» — древний обычай, ставший юридической нормой, по которому все поселяне, приписанные к одному обществу, совместно отвечали за своевременный бездоимочный взнос государственного налога и повинностей. Обычай «круговой поруки» у однодворцев возник ещё в те времена, когда в городовые казаки вольных «охочих людей» принимали обязательно за поруками старослужилых казаков. Ручалось обыкновенно 10 человек за одного круговой порукой, отмечая,
кто изъ насъ поручиковъ въ лицахъ (то есть на лицо), на томъ пеня и порука
Благодаря этому обычаю у однодворцев почти отсутствовали недоимщики.
Другим важным обычаем однодворческих общин была т. н. «черга» (очередь), По «черге» (то есть по очереди) назначали выборных десятников и сотников сроком на три года, по «черге» давали людей и подводы для конвоев и пр. Разновидностью «черги» была «очередная дубина» — ночной сторож в однодворческом селе найдя у себя во дворе такую дубину, обязан был всю ночь ходить с ней по селу, а на утро перекинуть дубину соседу. Сосед, найдя её, в следующую ночь так же заступал на дежурство. Скорее всего, «очередная дубина» была не оружием, а неким символом власти — небольшой палицей, пристёгивавшейся к поясу. Для несения службы у однодворцев, как у военного сословия, были сабли, ружья пистоли.
Третьей особенностью однодворцев были внутрисословные браки. Многие сёла и деревни «из стари» условно делились их обитателями на две стороны: «однодворки» и «барские» (помещичьи). Представители обеих частей села традиционно недолюбливали друг друга, и смешанные браки между ними были большой редкостью. В среде однодворцев даже можно уловить своеобразие говора, отличного от языка других жителей:
Барские и говорят как-то не так — ни буду, ни хочу, ни знаю, а мы — анадворцы — ня буду, ня хочу, ня знаю
«Барские», в свою очередь, также недолюбливали однодворцев. Отличия были не только в говоре, но и в поведении, в одежде, в традициях и даже во внешности. За почти 200 лет своего существования эта группа осталась достаточно замкнутой, однодворцы женились преимущественно на дочерях однодворцев, реже мещан и священнослужителей и практически никогда на крестьянках. Поэтому они сохранили свои культурные особенности (в том числе строгое воспитание детей с наказаниями) и этнические традиции в одежде и быту. «Наследственная дворянская гордость однодворцев — характерная черта, о которой согласно говорят почти все наблюдатели… молодёжь однодворческая гуляла отдельно от крестьянской». Такое положение сохранялось и в более позднее время. Например, в селе Ксизово Задонского уезда однодворцы в начале XX века даже в церкви стояли отдельно от бывших помещичьих крестьян.

## Отношение к военной службе
К концу XVII века южная граница России значительно расширилась к югу (см. Азовские Походы) и Белгородская Засечная Черта начала терять первоначальный смысл и вид, а с началом века следующего на смену поместному войску с новыми реформами пришли регулярная армия рекрутов. В те же времена, помимо прочего, на смену старой "засеки" начинает формироваться технологически более совершенная, новая "Украинная Лантмилицкая Линия". С окончательным введением рекрутского войска однодворцы привлекаются в рекруты и нередко попадают именно в "лантмилицкие" соединения.
Однодворцы с 1723 года платили налог в четыре гривны (40 копеек) с души на содержание ландмилиции (пограничного поселённого войска), личный состав которой набирался преимущественно из однодворцев же. Служба в ландмилиции длилась не более 15 лет.
Набирали однодворцев на службу отдельно от крепостных и в определённой пропорции. В 5-м рекрутском наборе брали по одному рекруту с 65 однодворческих дворов. В то же время крестьян — по 1 — с 50 дворов. Кроме того, вплоть до упразднения ландмилиции в конце XVIII века однодворцы в крестьянской «жеребьёвке» не участвовали. У однодворцев собирался волостной Сход, где решали, кто пойдёт служить. Если семья однодворца была не согласна с решением, то оно опротестовывалось воинскому начальнику уезда. В этом случае проводили следствие и (или) назначали ещё один Сход. Кто не хотел служить, мог нанять за себя «охотника». Часто это был «гулящий», не закреплённый ни за каким сословием человек или черкас. Его представляли на Сходе и, скинувшись ему деньгами, обмундировав, отправляли на службу.
В XVIII веке на службу брали в своём большинстве здоровых мужчин в возрасте от 15 до 32 лет. Чаще брали в 18 лет, хотя могли взять и в 28, и позже. Из трёх сыновей в семье однодворца в рекруты брали двоих, а одного оставляли для поддержания хозяйства. При этом народное хозяйство теряло лучшие кадры. В XIX веке «охотников» и обмундировывание, всё же отменили, а не желавшему служить, следовало купить квитанцию и сдать её в уездное казначейство.
До введения Всеобщей воинской повинности в 1874 году, однодворцы служили не 25 лет (при этом срок службы к 1874 году у нижних чинов стал следующий - на действительной службе около 7 лет, затем увольнялись во временный отпуск, а через 3 года перечислялись в бессрочный отпуск на 5 лет, после чего получали «чистую» отставку.), как рекруты из крестьян, а только 15. Причём, если, к примеру, оторвало палец, и теперь человек не может стрелять, отправляли в отставку. Впрочем, военное начальство не возражало, если на место службы мужей перебирались и жёны однодворцев. Первый воинский чин унтер-офицера они могли получить уже через пять лет.
Кроме того, часто, помимо рекрутов, однодворцы были обязаны посылать людей для хозяйственных и земляных работ. Этих людей называли «подмощиками».
В 1738 году произошло крупное волнение однодворцев Демшинского уезда, записанных в ландмилицию и отправляемых на Украинскую линию, к которым присоединились ранее уже посланные туда ландмилицы, но своевольно возвратившиеся оттуда. Дементий Зарубин, возглавивший это возмущение, имел копию указа Военной коллегии, который он толковал, как отменяющий и даже запрещающий отправку ландмилицев на Украинскую линию. Этот документ сыграл большую агитационную роль. Был организован розыск, который повёл командир Украинского корпуса ландмилиции генерал Девиц. Главными возмутителями генерал признал мордовского однодворца Дементия Зарубина и Корнея Сушкова, уроженца села Макарово Тамбовского уезда, Сушков скрывался в Мордово у Зарубина. Для поимки «зачинщиков» Девиц направил воинскую команду во главе с сержантом Живоглазовым. Вместе с ним на поимку в Мордово вынужден был отравиться и воевода города-крепости Демшинск Пётр Спицын. Каратели, прибывшие к дому Зарубина, увидели во дворе «зачинщика» огромную толпу народа. Солдаты растерялись и не открывали огонь, Демшинский воевода Спицын тайно перешёл на сторону восставших. Он подговорил зарубинцев напасть на солдат и отобрать у них подводы. Солдат, с позором покидающих село, зарубинцы сразу же атаковали. Избитые, без подвод предстали они перед генералом Девицем. В июне в Мордово был отправлен большой отряд драгун под командованием майора Полубоярова. Едва узнав о новых карателях, мордовцы решили стоять насмерть и вожака не выдавать. Свои дворы они превратили в неприступные крепости. Полубояров, прибыв в Мордово, зачитал однодворцам указ. Указ гласил о возвращении однодворцев на оборонительную линию. При полном гробовом молчании майор прочитал эти строки. Но едва он коснулся требования выдачи Зарубина, как толпа всколыхнулась. Полубояров не успел отдать команду, как однодворцы первыми атаковали карателей. Драгун быстро разоружили, захватили в плен и майора Полубоярова, обыскали, отобрали у него пистолет, красную епанчу, коробку с бумагами и вскоре отпустили восвояси. Через несколько недель был послан более крупный отряд карателей во главе с майором Мансуровым, которому было приказано потопить в крови бунт однодворцев. Когда каратели прибыли в село Мордово, то там никого не оказалось.
Из села Мордовского и из прочих сёл из домов своих все сбежали в домах никого не имеется
, — рапортовал Мансуров начальству. Но Мансуров стал наводить порядок. Порол, расстреливал. К осени 1739 года карателям удалось потушить огонь однодворческого волнения. Следствие велось и на линии, и в Демшинском уезде. Царское правительство скрупулёзно расследовало восстание однодворцев, привлекая к следствию свыше двухсот человек. Следствие тянулось почти четыре года. Пытали арестованных очень жестоко, и не удивительно, что палачами было замучено пятьдесят четыре человека. По решению Сената, утверждённому Кабинетом министров, Дементий Зарубин и ещё 19 человек были приговорены к смертной казни, 25 человек — к ссылке на вечную каторгу с предварительным наказанием кнутом и вырезанием ноздрей, других истязали кнутом, прогоняли по три раза через полк и т. д. Но царица Елизавета Петровна, дочь Петра I, которая пришла к власти в 1741 году в результате дворцового переворота, дала клятву, что в её царствование смертных казней не будет. В 1743 году Зарубину и пятерым его ближайшим сподвижникам огласили указ, по которому их отправляли на вечную каторгу в Сибирь, в серебряные копи.
После упразднения ландмилиции из однодворцев стал набираться рядовой состав элитных кавалерийских частей — драгунских и кирасирских полков, а также Лейб-Гвардии Измайловского полка. Некоторые из однодворцев, в особенности, выслужившие унтер-офицерские чины, оставались на службе до старости. Вместе с тем, большинство возвращалось на прежнее жительство, получив при этом «пашпорт». В первой половине XVIII века отставных однодворцев обязали платить подушную подать. Их просьбы отменить её содержатся в основной массе их Наказов в Комиссию по составлению нового «Уложения». В конце концов, уволенных в отставку, стали записывать в сословие отставных солдат. При этом, подушный оклад уже не взимали, а дети таковых — солдатские дети, по достижении должного возраста призывались служить; а если нет, их должны были положить в оклад и приписать к сословию однодворцев.
Многие однодворцы «по приказу городовых однодворческих управительных дел» переселялись государством в пограничные районы России, в Сибирь, на Дальний Восток, на Украинскую(современная Харьковская и частично Днепропетровская и Полтавская область) и Кавказскую оборонительные линии. По сути дела, они вместе с казаками продолжали освоение присоединённых к государству земель. Архивные материалы позволяют наметить территориальные рамки размещения переселенцев-однодворцев на территории Омского Прииртышья. Из них видно, что наиболее активно однодворцы заселяли северные и центральные районы Омской области. Как отмечает П. Т. Сигутов, в течение 1830—1850-х гг. в составе переселенцев преобладали представители чернозёмных губерний — Тамбовской, Орловской, Рязанской, Курской, и Пензенской. Именно эти регионы были местами выхода основной части однодворческого населения в указанный период. В начале XIX в. на Кавказской Линии поселили станицы Темижбекскую, Казанскую, Тифлисскую, Ладожскую и Воронежскую. Население этих станиц, составивших Кавказский казачий полк, набрали из бывших южнорусских однодворцев. Отчёт К. Симонова о поездке в Кемерово и Чумай
Было бы преувеличением сказать, что однодворцы переселялись в предгорья Кавказских гор только по своей воле, испытывая недостаток в сельскохозяйственных угодьях. В этом переселении в XVIII веке нуждалось и правительство. Оно рассматривало однодворцев как резерв казачьих войск на Кавказе, которые служили там по три года, а потом их заменял вновь прибывший казачий полк. В случае же с однодворцами правительство сразу же убивало двух зайцев: решало проблему с нехваткой земли и размещало опытных воинов на новых землях на долговременной основе. Затем однодворцы переводились в казачье сословие, каковым они по сути и являлись с самого начала их появления. Лучшим средством замирения края являлось заселение его казачьими станицами. Понимали это и кавказские горцы. „Укрепление — это камень, — говорили они, — брошенный в поле: дождь и ветер уничтожают его; станица — это растение, которое вживается в землю корнями и понемногу застилает и охватывает поля“. Поселившихся на Кавказской линии однодворцев, переведённых в казачество стали называть линейными казаками или линейцами. Помимо освоения новых земель и ведения собственного хозяйства на них легла вся тяжесть беспокойной кордонной службы с её ночными дозорами и частыми тревогами по отражению набегов немирных горцев.
К середине XIX столетия однодворцы составили основной костяк формирующегося линейного казачества.

## Культура
Однодворческая культура долгое время сохраняла собственные традиции в одежде, фольклоре, речи, и на протяжении XVIII — нач. XX веков почти не ассимилировалась с немногочисленным пришлым населением из числа крепостных крестьян. Эту особенность отмечал родившийся и живший среди однодворцев известный русский писатель И. А. Бунин, происходивший из мелкопоместного дворянства, к середине XIX века уже мало чем отличавшегося от потомков бывших служилых людей и казаков. На образование однодворческого говора влияли московские, западнополесские, Витебско-могилёвская группа говоров, Полоцкая группа говоров, Гродненско-барановичская группа говоров, Слуцко-мозырская группа говоров, Брянско-смоленские, восточнорязанские, курско-орловские и донские говоры, хранившие старые «степные» особенности, а также прочие белорусские и литовские — через незначительную часть выходцев из Великого княжества Литовского.
Великий реформатор Пётр I, придя к власти, начал формировать новую элиту — дворянство, которое возвысил над основной массой служилых людей. Старая русская служилая элита должна была деградировать, не доказывая личной преданности Царю… Понимая, что грамотность обделённого царской милостью сословия может способствовать вольнодумству и бунтам, Пётр приложил немало сил, чтобы перевести не получивших дворянства детей боярских, стрельцов и казаков в полувоенное сословие однодворцев, которые, подобно крестьянам, платили бы тягло, лишились бы сословных амбиций и служили бы пушечным мясом в будущих войнах России. Именно поэтому, открывая государственные школы для начального обучения детей, Пётр распорядился не давать грамоты именно однодворцам.
Во всех губерниях, дворянского приказного чина, дьячих и подьячих детей, от пяти до пятнадцати лет, опричь (кроме) однодворцев, учить цифири и некоторой части геометрии.
Школы для обучения однодворцев, служащих в «ландмилицких» полках Украинской линии, были открыты уже после смерти Петра I.
Между тем, в самом однодворческом населении начинала проявляться потребность в образовании и, согласно некоторым свидетельствам, за отсутствием официальных школ существовало домашнее обучение, когда дети учились считать, писать и читать церковные книги. Для обучения использовались азбуки, буквари, псалтыри и часословы, издаваемые церковными типографиями.
При этом элементарной грамотности детей однодворцев нередко обучали священники и служащие церковного причта. Однако, большинство детей обучалось у грамотных родителей, отставных военнослужащих, писарей и бродячих учителей, которые обычно были из крестьян. В народе их называли «учитель вольной школы». Их приглашали как для индивидуального обучения, так и для преподавания в «вольной школе», где обучалось несколько детей. Процесс обучения был поэтапным, от грамматики к часослову, а от часослова к псалтырю. Причём переход от одной книги к последующей и для наставников, и для их питомцев был настоящим праздником. В такой день было принято подносить учителю горшок с кашею, осыпанной сверху деньгами. Самим ученикам родители дарили по пятаку или по гривне меди. Обычай этот назывался «кашей» и, как пишет об этом в своей книге «Мир русской деревни» М. М. Громыко,
В нём прослеживается прямое сходство с более древним, но бытовавшим повсеместно и в это время, обычаем одаривать кашей и деньгами бабку-повитуху, при праздновании крестин ребёнка; и назывался этот обычай так же — „кашей“. По-видимому, сходство обычаев связано с отношением крестьян к обучению грамоте как второму рождению человека
При Екатерине II «Комиссия об училищах и призрения требующих» к 1770 году разработала проект введения обязательного обучения грамоте всего мужского сельского населения, предусматривая продолжительность учебного курса в 8 месяцев, но из-за недостатка средств и учителей проект остался почти не реализованным.
Тем не менее, грамотность среди однодворцев утверждалась. Овладевшие грамотой были успешны во многих сферах трудовой деятельности, в торговле и на военной службе. Грамотные имели больше возможности не только повысить свой достаток, но даже и перейти в другое сословие: в разночинцы, мещане, купечество, мелкие чиновники, а через службу, даже и во дворянство. Но такое случалось чаще близ крупных городов и около самой Москвы. В провинции заметной пользы от грамоты было гораздо меньше. К тому же книги стоили дорого, и не всегда чтение их поощрялось старшими. Случалось, что склонные к чтению и учёбе сыновья покидали отчий двор, а для семьи однодворца это был большой убыток. Однако элементарная грамотность способствовала частной переписке и облегчала проникновение светской культуры в однодворческую среду. Не все однодворцы могли хорошо писать, но читать могли многие.
Исследователи жизни и культуры однодворцев отмечают хождение в их среде рукописных текстов, в том числе:
- рукописных книг,
- сборников религиозного и светского содержания;
- списков с указов центральных и местных учреждений,
- записей молитв, духовных стихов, наговоров;
- певческих сборников;
- лечебников (травников) или отдельных рецептов из них;
- календарей или частичных выписок из них.

Грамотные и относительно богатые однодворцы могли позволить себе чтение солидной, предназначенной не для богослужения книги житий святых православной церкви — «Четьи-минеи».
Образцом письменного и интеллектуального творчества однодворцев является документ, известный как «Наказы однодворцев в Уложенную комиссию», подготовленный депутатами-однодворцами «для сочинения проекта для нового уложения» в 1767 году. Однодворцев здесь представлял выступавший перед комиссией 27 мая 1768 года Андрей Маслов, речь которого интересна как исторический документ, выражавший мысли и чаяния своего сословия.
Мужчины однодворцы слыли домовитыми и аккуратными; двор строили укромно, в отличие от крепостных крестьян, любили высокие плетни и каменные заборы. Одевались чисто и «не без форса». По цвету их домотканых рубах можно было отличить, из какой они губернии. Жёны однодворцев в XVI-XVII веках носили юбки-андараки из клетчатой шерстяной материи. Ткани домотканой одежды однодворцев окрашивались растительными красителями. Так, для окраски в чёрный цвет использовали кору ольхи или черноклёна, для окраски в синий — кору вайды или синила, а кору морены красильной — для окраски в красный. При этом красный цвет всегда был наиболее предпочтителен, считался цветом плодородия, света, долголетия и могущества. В однодворческой среде он преобладал в праздничной и свадебной одежде, а также в костюме молодых людей. В XVIII веке костюм однодворцев часто приближался к дворянскому, а мундир, оставшийся после службы в драгунах или в ландмилиции, мужчины бережно хранили и надевали по праздникам.
Известный российский общественный деятель и юрист Я. Л. Тейтель в 1870 году об однодворцах и их жёнах писал:
…мужчины большею частию теряли свой дворянский облик, среди женщин же попадались лица, свидетельствовавшие о расе и дворянском происхождении…
В. И. Ченопятов писал:
…в избах однодворцев вы зачастую наткнётесь на жалованную грамоту данную их предкам, которую они берегут как святыню, с презрением относясь к петровской бюрократии…
Л. М. Савёлов об однодворцах писал:
…нередко в какой-нибудь избе однодворца вы найдёте древний свиток как доказательство того, что предки его теперешнего владельца были служилыми людьми и помещиками…
Н. А. Ридингер в 1865 году писал:
Писцовые книги, купчие крепости и фамилии ясно показывают, что однодворцы были дворяне и владели землёю, но, обедневшие и не служившие, во времена Петра I потеряли права дворянства…
Об особой гармонии платья и природной красоте однодворок И. С. Тургеневу писал известный литературный критик В. П. Боткин, посетивший вместе с А. А. Фетом деревни Ливенского уезда Орловской губернии:
Не могу не сказать о женщинах, или точнее — одеждах их. Говорят, что однодворческие женщины давно одеваются так, а именно: рубашки с высоким воротом, вроде мужской, с широкими, к концу суживающимися рукавами; юбка красная и широкая, обшитая чёрной или синей каймой, плотно охватывает стан. Грациознее и провакантнее этой одежды трудно выдумать, особенно на молодых девушках».
Однодворцы хоть и стали позже стали числиться казёнными крестьянами, но отличали себя от остальных крестьян, сохраняя сословную кичливость. Однодворцы не представляли этнографического единства, так как являлись переселенцами из разных мест, что сказалось и в комплексах женской одежды:
- Рубаха с прямыми поликами или цельными рукавами, выкроенными вместе с плечевой вставкой, сарафан, пояс, кокошник. Этот костюм был принесён из центральных областей Московского государства.
- Рубаха с прямыми поликами и отложным воротником, шерстяная полосатая юбка, иногда с названием «андарак», пояс-покромка, кокошник. Этот комплекс имеет много общего с одеждой населения западно-русских областей и белорусов, откуда частично вербовалось военно-служилое население.
- Понёва и кичкообразный головной убор характерны для коренного южновеликорусского населения[11].

Бусы из янтаря, хрусталя, стекла, украшения из лент, шнуров были обязательным дополнением праздничного костюма.
Однодворческие женщины, в отличие от крепостных соседок, хорошо готовили. Стол у них, хоть и был «небогатый», но разнообразный. Многие старинные кушанья можно попробовать именно в однодворческих семьях. Например, саламата — густой, как каша, молочный суп, кипящее молоко, заправленное мукой, куда иногда добавляют ещё и каймак; также суп с салом или маслом, густо заправленный гречневой, просяной или пшеничной мукой. Как описано у Даля «Ливенцы саламатой мост обломили», то есть ехали встречать воеводу или баскака и везли в подарок по горшку саламаты с каждого двора. Саламата — еда восточного происхождения, обычная казачья пища в степных походах старого времени. У сегодняшних мусульман есть похожее ритуальное блюдо, которое готовят в ночь перед празднованием новруза (зороастрийского Нового года). Очень самобытно выглядело праздничное угощение у Ливенских однодворцев. Садились за пустой стол, покрытый чистой холщовой скатертью, хозяйка тут же выносила блюдо с нарезанным тёплым хлебом-ситником, политым коровьим маслом (память о «поклонении хлебу»), а хозяин — «обносил» гостей. При этом пили все из одной чарки. Следующее блюдо — холодец, залитый домашним квасом, на манер окрошки. А уже потом ставили другие закуски, смотря по зажиточности. Но обязательными были жирная лапша и молочная каша на десерт. Кроме этого, индейки и гуси разводились главным образом однодворцами, а уже затем распространились в другие деревни.
Что же до сильной стати потомков однодворцев, то граф Сергей Львович Толстой (сын писателя) однажды верно подметил:
…они (однодворцы) никогда не знали помещиков-крепостников. Это и сказывалось на их более свободном и доверительном отношении, и чувстве собственного достоинства. Они относились к дворянам не как к господам, а как к богатым хуторянам, здороваясь они протягивали руки, приглашали их в гости, не стеснялись, не притворялись, не попрошайничали…

## В литературе
- «Однодворец Овсяников» — очерк из «Записок охотника» И. С. Тургенева.
- Нарежный В. Т. «Российский Жилблаз, или Похождения князя Гаврилы Симоновича Чистякова».